# Maison Ézemar
La maison Ézemar est une propriété située sur la commune des Esseintes, dans le département de la Gironde, en France.

## Localisation
La maison se trouve au sud-est des Esseintes, à environ 400 m. du bourg, au lieu-dit Métairie de l'Église, en bordure de la partie sud de la route communale dénommée La Pièce du Pin.

## Historique
La maison qui date du XVIIIe siècle a été augmentée vers 1805, sur sa façade nord, d'une tour dont les remarquables papiers peints attribués à la manufacture Dufour ont été posés vers la même époque et ont fait l'objet, en même temps que la tour, d'une inscription au titre des monuments historiques  par arrêté du 5 juillet 2005.
Le Château est aujourd’hui privé et appartient à un descendant de Gabriel EZEMAR (1750-1807)